# Рита Павоне
Рита Павоне (на италиански: Rita Pavone) е известна италианска изпълнителка на рок и поп музика от 60-те години на ХХ век. Започва да пее от ранна възраст и през 1962 година вече участва в международни фестивали. В началото на кариерата си Лили Иванова се опитва да имитира нейното пеене. В Америка Рита Павоне пее със световноизвестни певци като Даяна Рос, Ела Фицджералд, Том Джоунс, Дюк Елингтън и Пол Анка. Барбра Страйсънд записва дует с нея. Пяла е в Карнеги Хол в Ню Йорк. По-късно участва и в комедийни филми.
През 1992 година се завръща в САЩ за участие в концерт с Франк Синатра, Уитни Хюстън, Шер и други, проведен в Атлантик сити.
Живее със съпруга си Рено (женени от 1968 година) в Швейцария. Имат двама сина – Алесандро и Джорджо, които също се занимават с шоубизнес.

## Дискография
Рита Павоне е записала 13 албума на италиански и 1 албум на френски.
- Rita Pavone (1963)
- Non è facile avere 18 anni (1964)
- Viva la pappa col pomodoro (1965)
- Il giornalino di Gianburrasca (1965)
- Stasera Rita (1965)
- È nata una stella (1966, compilation)
- Ci vuole poco (1967)
- Little Rita nel West (1968)
- Rita 70
- Viaggio a Ritaland (1970)
- Gli Italiani vogliono cantare (1972)
- Rita ed io (1976)
- R.P. (1980)
- Gemma e le altre (1989)